# Afrosternophorus cylindrimanus
Afrosternophorus cylindrimanus es una especie de arácnido del orden Pseudoscorpionida de la familia Sternophoridae.

## Distribución geográfica
Se encuentra en Laos.